# Sinosauropteryx
Sinosauropteryx es un género con dos especies conocidas extinto  de dinosaurio terópodo compsognátido con plumas, que vivió a mediados del período Cretácico, hace aproximadamente 120 millones de años, en el Aptiense, en lo que hoy es Asia. Habitó China durante el Cretácico Inferior y probablemente fue un pariente cercano de Compsognathus. Fue el primer género de dinosaurio hallado en la Biota de Jehol en la Provincia de Liaoning. La primera especie, Sinosauropteryx prima ("primer lagarto chino con alas"), fue descrita en 1996 y es el primer taxón de dinosaurio fuera de Avialae, aves y sus parientes inmediatos, que se encontró con evidencia de plumas. El fósil, extremadamente bien preservado, muestra que Sinosauropteryx estuvo cubierto con una capa de plumas muy simples, aunque una cierta controversia presentó una interpretación alternativa de la impresión filamentosa como fibras del colágenos, pero esto no ha sido ampliamente aceptado. Estos filamentos consistían en una estructura ramificada en dos simple, muy similar a las plumas secundarias primitivas del moderno kiwi. En algunas de sus plumas también se han conservado estructuras que indican coloración, lo que hace Sinosauropteryx los primeros dinosaurios no aviares donde se ha determinado la coloración. La coloración incluye una cola rojiza y con bandas claras. Ha surgido cierta La segunda especie, Sinosauropteryx lingyuanensis, se conoce a partir de un solo espécimen, llamado así por su localidad tipo.
Sinosauropteryx era un pequeño terópodo con una cola inusualmente larga y brazos cortos. El espécimen más largo conocido alcanza hasta 1,07 metros de largo, con un peso estimado de 0,55 kilogramos. Era un pariente cercano del género similar pero más antiguo Compsognathus, ambos géneros pertenecientes a la familia Compsognathidae. Solo se ha nombrado una especie de Sinosauropteryx, S. prima, que significa "primero" en referencia a su estado como la primera especie de dinosaurio emplumado no aviar descubierta. Se han descrito tres ejemplares. El tercer espécimen previamente asignado a este género representa una segunda especie, aún sin nombre, o un género relacionado distinto.
Sinosauropteryx vivió en lo que ahora es el noreste de China durante el período Cretácico temprano. Fue uno de los primeros dinosaurios descubiertos en la Formación Yixian en la provincia de Liaoning y fue miembro de la Biota de Jehol. Los fósiles bien conservados de esta especie ilustran muchos aspectos de su biología, como su dieta y reproducción.

## Descripción

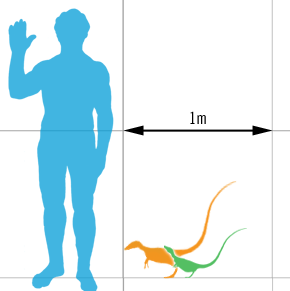
Comparación de tamaño con un humano.

Sinosauropteryx era un pequeño terópodo bípedo, conocido por sus brazos cortos, su dedo índice grande que funciona como  pulgar y su cola larga. El taxón incluye algunos de los especímenes de terópodos no aviares adultos más pequeños conocidos y el espécimen holotipo mide solo 68 cm de largo, incluida la cola. Sin embargo, este individuo era relativamente joven El espécimen más largo conocido alcanza hasta 1,07 m de largo, con un peso estimado de 0,55 kg.
Sinosauropteryx era anatómicamente similar a Compsognathus, difiriendo de sus parientes europeos en sus proporciones. El cráneo de Sinosauropteryx era un 15 % más largo que los huesos del muslo, a diferencia de Compsognathus, donde el cráneo y los huesos del muslo tienen una longitud aproximadamente equivalente. Los brazos de Sinosauropteryx, húmero y radio, tenían solo el 30 % de la longitud de sus piernas, fémur y tibia, en comparación con el 40 % en Compsognathus. Además, Sinosauropteryx tenía varias características únicas entre todos los demás terópodos. Tenía 64 vértebras en su cola. Este alto número hizo que su cola fuera la más larga en relación con la longitud del cuerpo de cualquier terópodo. Sus manos eran largas en comparación con sus brazos, alrededor del 84 % al 91 % de la longitud del resto del brazo, húmero y radio, y la mitad de la longitud del pie. El primer y segundo dígito tenían aproximadamente la misma longitud, con una gran garra en el primer dígito. Los primeros dedos eran grandes, más largos y gruesos que cualquiera de los huesos del antebrazo. Los dientes diferían ligeramente, eran heterodontes, según la posición: los que estaban cerca de las puntas de las mandíbulas superiores, en los premaxilares, eran delgados y carecían de aserraduras, mientras que los que estaban detrás de ellos, en los maxilares, eran aserados y comprimidas lateralmente. Los dientes de los maxilares inferiores estaban igualmente diferenciados.
Se ha sugerido un área pigmentada en el abdomen del holotipo como posibles rastros de órganos, y John Ruben y sus colegas lo interpretaron como el hígado, que describieron como parte de un sistema respiratorio de " pistón hepático " similar a un cocodrilo. Un estudio posterior, aunque estuvo de acuerdo en que el área pigmentada representaba algo originalmente dentro del cuerpo, no encontró una estructura definida y notó que cualquier órgano habría sido distorsionado por los procesos que aplanaron el esqueleto en una forma esencialmente bidimensional. El pigmento oscuro también está presente en la región del ojo del holotipo y en otro espécimen.

### Plumas

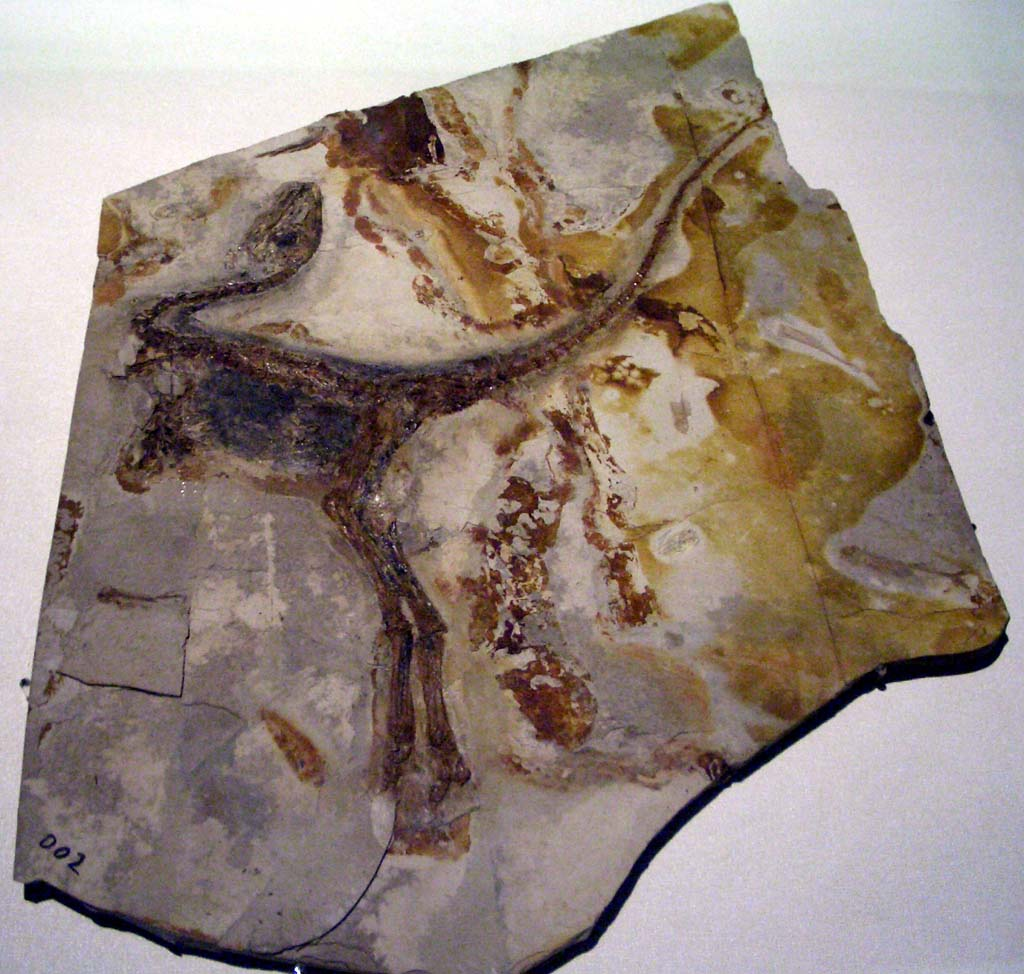
Fósil sin describire del Museo de Ciencias de Hong Kong.

Todos los ejemplares de Sinosauropteryx preservan estructuras integumentarias, filamentos saliendo desde la piel, que los paleontólogos han descrito como  plumas primitivas. Estos cortos filamentos,  en forma de plumón, se preservan a lo largo de la mitad trasera del cráneo, los brazos, el cuello, el lomo, y la cola por debajo y arriba. Parches adicionales de plumas se han identificado a los lados del cuerpo, y los paleontólogos Chen, dong y Zheng propusieron que la densidad de las plumas en la parte posterior y la aleatoriedad de los remiendos a otras parte en el cuerpo indica que los animales habrían estado completamente plumados en vida, no conservándose las plumas ventrales en los ejemplares fosilizados por la descomposición.
Los filamentos se conservan con un espacio entre los huesos, que varios autores han señalado que corresponde estrechamente a la cantidad esperada de piel y tejido muscular que habría estado presente en vida. Según observan varios autores, la fijación de los filamentos está más próxima a los huesos en las regiones en las que hay poco o nada de músculo, como el cráneo y el extremo de la cola, mientras que está más separada de los huesos en las zonas con mayor musculatura, como sucede en las vértebras posteriores, lo que parece indicar claramente que se disponían sobre la piel y no eran estructuras subcutáneas.
La colocación al azar de los filamentos y la preservación a menudo en líneas "onduladas", indican que eran suaves y flexibles en vida. El examen microscópico demuestra que cada filamento individual parece oscuro a lo largo de los bordes y claro internamente, sugiriendo que eran huecos, como las plumas modernas. Comparado con los modernos mamíferos los filamentos eran excesivamente gruesos, con cada filamento individual mucho más grande y más denso que el pelos correspondiente de mamíferos del mismo tamaño.
La longitud de los filamentos varía según su posición en el cuerpo. Eran más cortos en las proximidades de los ojos, con una longitud de 13 mm. A lo largo del cuerpo, los filamentos aumentan rápidamente en longitud hasta alcanzar 35 mm de largo sobre la cruz. La longitud se uniforma sobre el dorso hasta más allá de las caderas, donde los filamentos se alargan otra vez y a mitad del camino alcanzan la longitud máxima al final de la cola con 40 mm. Los filamentos en la superficie inferior de la cola son más cortos y la disminución en longitud se produce más rápidamente que en la superficie dorsal. Por la superficie inferior a la altura de la vigésimo quinta vértebra de la cola, los filamentos alcanzan una longitud de solamente 35 mm. Las plumas más largas presentes en el antebrazo midieron 14 mm.
Aunque las plumas son demasiado densas para aislar una sola estructura para un examen, varios estudios han sugerido la presencia de dos tipos distintos de filamento, grueso y fino, entremezclado. La tendencia es que los filamentos gruesos parezcan más tiesos que los filamentos delgados, y la tendencia de los filamentos finos de estar paralelos entre sí pero en ángulo con los filamentos gruesos próximos, sugiere que las plumas individuales consistieron en un raquis central con los más finos como barbas, ramificadas desde este, similar pero más primitiva que la estructura de las plumas de los pájaros modernos. Superficialmente, los filamentos se asemejan a "plumones" o plumas internas de algunos pájaros modernos, con una canilla central gruesa y lengüetas largas y finas. Las mismas estructuras se ven en otros fósiles de la Formación Yixian, incluyendo a Confuciusornis.
Sin embargo, un estudio de 2018 consideró que los filamentos gruesos podrían ser simplemente haces de filamentos delgados superpuestos entre sí. Esta posibilidad está respaldada por la observación de que los filamentos delgados tienden a correr paralelos entre sí y con los filamentos gruesos, en lugar de ramificarse como identificaron los autores anteriores. Algunos de los filamentos gruesos son bastante largos pero terminan en pequeños mechones de filamentos delgados. El plumaje plumáceo, parecido a un plumón, típicamente tiene una apariencia opuesta, con una pluma central corta y mechones largos. Además, los filamentos gruesos no conservan evidencia de fosfato de calcio, el mineral del que están hechas las plumas modernas. La gran cantidad de curvatura presente en los filamentos también hace que sea improbable un fuerte cálamo central. Por lo tanto, la idea de que los filamentos gruesos son simplemente haces de filamentos delgados es menos inusual que la idea de que eran una variante de las plumas plumáceas que desarrollaron una morfología opuesta a la de las aves y otros terópodos emplumados. En general, el estudio prefirió la hipótesis de que las plumas de Sinosauropteryx eran simples filamentos de una sola rama, aunque es concebible que ocasionalmente se unieran en la base en mechones como predecesores de las plumas plumáceas similares a plumón.
Si bien Sinosauropteryx tenía estructuras similares a plumas, no estaba muy relacionado con el anterior "primer pájaro" Archaeopteryx. Hay muchos clados de dinosaurios que estaban más estrechamente relacionados con Archaeopteryx que con Sinosauropteryx, incluidos los deinonicosaurianos , los oviraptorosaurianos y los terizinosauroides. Esto indica que las plumas pueden haber sido una característica de muchos dinosaurios terópodos, no solo de los que obviamente se parecen a las aves, lo que hace muy probable que animales igualmente distantes como Compsognathus también tenía plumas.
Algunos investigadores han interpretado las impresiones filamentosas alrededor de los fósiles de Sinosauropteryx como restos de fibras de colágeno, más que plumas primitivas. Puesto que son claramente externas al cuerpo, estos investigadores han propuesto que las fibras formaron una vela en el dorso del animal y en la superficie inferior de su cola, similar a la de algunos lagartos acuáticos modernos.
Esto refutaría lo propuesto de que Sinosauropteryx es el género más basal conocido de terópodo con plumas, y también cuestiona la teoría actual sobre los orígenes de las plumas en sí mismo. Cuestiona la propuesta de que las primeras plumas se desarrollaron no para el vuelo sino para el aislamiento, y que hicieron su primera aparición en los linajes relativamente básicos del dinosaurio que se desarrollaron más adelante en los modernos pájaros.

### Coloración

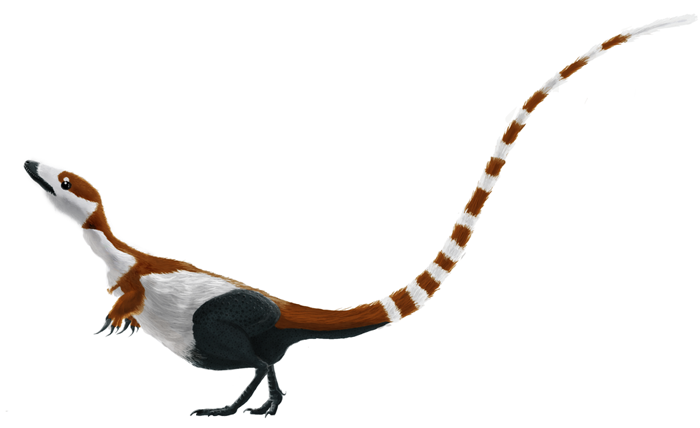
Reconstrucción ilustrando la coloración sugerida por el estudio de los melanosomas preservados. Las partes en negro y la mayor parte de los lados carecen de plumas fosilizadas.

Los fósiles de Sinosauropteryx tiene bandas claras y oscuras alternadas en la cola, lo que puede ser un indicativo de cómo se veía el animal en vida. Chen y colegas interpretaron inicialmente este patrón de bandas como resultado de la rotura de la matriz pétrea que contenía el fósil. Sin embargo, en 2002 en la conferencia de la Society of Vertebrate Paleontology, el paleontólogo Nick Longrich sugiere que estas franjas de coloración son remanentes del color original de los especímenes que realmente el animal habría exhibido en vida. Sostuvo que las bandas oscuras de la cola estaban espaciadas demasiado uniformemente para haber sido originadas por la separación de las losas fósiles, y que representan pigmentos fosilizados presentes en las plumas. Además, la presencia de plumas oscuras a lo largo solamente parte superior del cuerpo puede también reflejar el patrón del color en vida, indicando que Sinosauropteryx prima tenía una coloración contrastada, oscura en su parte superior y más clara en su superficie inferior, con las bandas o rayas en la cola para el camuflaje.
En enero de 2010 la revista Nature publica un artículo de un equipo de paleontólogos liderado por Michael Benton de la Universidad de Bristol, Inglaterra, y Zhonghe Zhou del Instituto de Paleontología y Paleoanthropología de Vertebrados de Pekín, China. Se trata de un hito para la paleontología porque son las primeras evidencias demostrables de color en saurios fósiles. Este artículo presenta el descubrimiento en las estructuras plumosas de este fósil de orgánulos productores de color. Los únicos fósiles conocidos hasta este momento con presencia de estos orgánulos productores de pigmentos, llamados melanosomas, habían sido aves. El equipo descubrió dos tipos de melanosomas en la estructura de las plumas, si se pueden denominar así estas primitivas estructuras, del fósil procedente del yacimiento Jehol, provincia de Laioning, en China nororiental, por un lado orgánulos en forma de salchicha llamados eumelanosomas que hoy se observan en las rayas de las cebras y en las máscaras negras de los pájaros americanos conocidos como cardenales, y orgánulos esféricos llamados phaeomelanosomas, que producen y almacenan el pigmento color rojizo-óxido en algunos halcones y en el cabello pelirrojo humano.
Los fósiles de este dinosaurio terópodo revelan que a lo largo de su cola se alternaban franjas de plumas claras y oscuras. El equipo encontró que las plumas que se desarrollaban en las regiones que aparecen más oscuras en la cola de los fósiles tenían numerosos feomelanosomas, lo que indica que fueron de color rojizo-anaranjado. Posiblemente las plumas que crecían en las franjas que han fosilizado en color claro fueron blancas, aunque no se ha podido probar. El mismo artículo revela que Sinosauropteryx no fue la única especie con plumas de colores. Otro pequeño terópodo, Sinornithosaurus, tenía también pseudoplumas filamentosas con presencia de eumelanosomas o feomelanosomas, lo que permite deducir que el color de las aquellas estructuras asimilables a plumas podía ser en unos casos negro y en otros naranja-rojizo.
Fucheng Zhang y sus colegas examinaron las plumas fosilizadas de varios dinosaurios y aves primitivas y encontraron evidencia de que conservaron los melanosomas, los componentes celulares que dan las plumas a los  pájaros su color. Entre los especímenes estudiados se encontraba un espécimen no descrito previamente de Sinosauropteryx , IVPP V14202. Al examinar la estructura y distribución de los melanosomas, Zhang y sus colegas pudieron confirmar la presencia de bandas de color claras y oscuras en las plumas de la cola de Sinosauropteryx. Además, el equipo pudo comparar los tipos de melanosomas con los de las aves modernas para determinar una gama general de colores. A partir de la presencia de feomelanosomas, melanosomas esféricos que producen y almacenan pigmento rojo, concluyeron que las plumas más oscuras de Sinosauropteryx eran de color castaño o marrón rojizo. Más investigaciones sobre la coloración de Sinosauropteryx revelan que tenía una máscara de bandido parecida a un mapache y patrones de sombreado probablemente asociados con un hábitat abierto, lo que indica que Jehol probablemente tenía una variedad de tipos de hábitat.

## Descubrimiento e investigación
El primer fósil que posteriormente se llamaría  Sinosauropteryx prima fue desenterrado en agosto de 1996 por Li Yumin. Yumin es granjero y cazador de fósiles a tiempo parcial que exploraba a menudo por la provincia de Liaoning buscando fósiles para venderlos a personas y museos. Yumin reconoció la calidad única del espécimen, que fue separado en dos losas, y vendió las losas a dos museos diferentes en China: el Museo Geológico Nacional de Pekín, y el Instituto de Geología y Paleontología de Nankín. El director del museo de Pekín, Ji Qiang, reconoció la importancia del hallazgo, al igual que el paleontólogo canadiense que lo visitaba Phil Currie y el artista Michael Skrepnick, quienes descubrieron el fósil por casualidad mientras exploraban las colecciones del Museo de Pekín. Después de realizar una expedición al área durante la primera semana del octubre de 1996, Currie reconoció la importancia del fósil inmediatamente. Declaró al New York Times: " Cuando vi esta losa de la piedra de légamo mezclada con ceniza volcánica en la cual encajaba a la criatura, quedé aturdido". Cuando se describió originalmente, los autores llamaron a Sinosauropteryx , que significa "Ala de reptil chino".

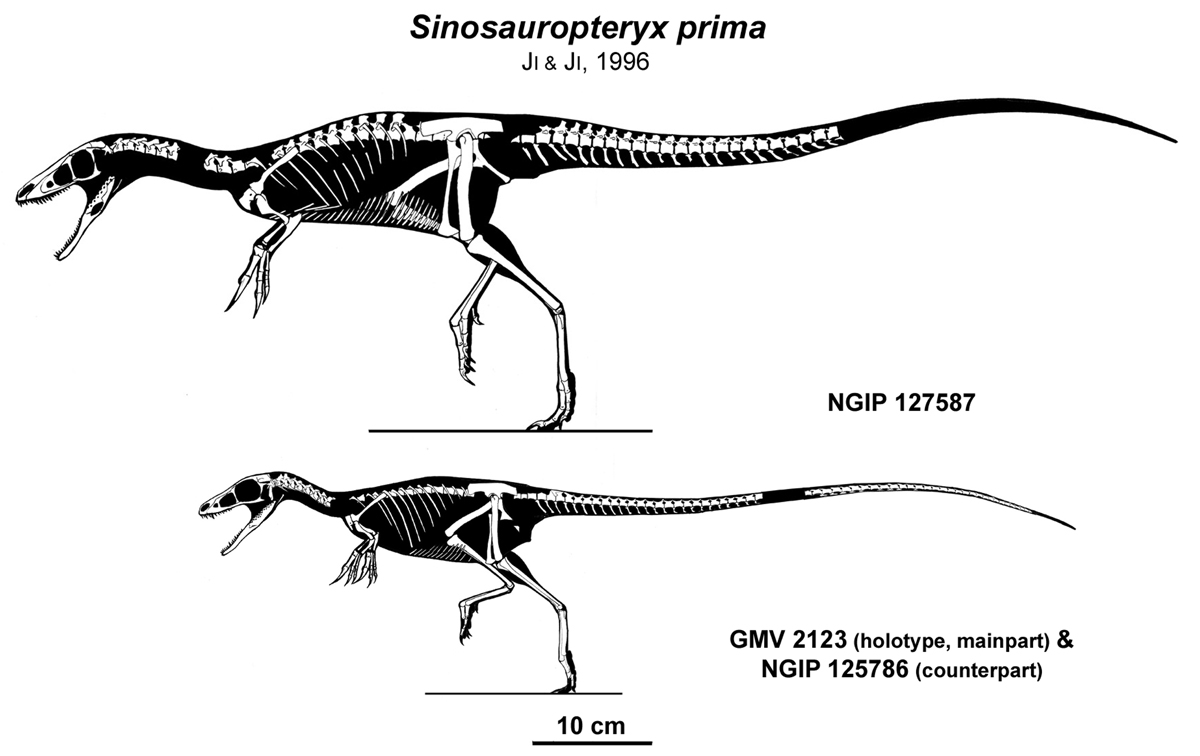
Recreación del esqueleto de dos especímenes.

Tres especímenes han sido asignados a Sinosauropteryx prima: El holotipo GMV 2123 y su contraplaca, la otra mitad de la losa, NIGP 127586, NIGP 127587 y D 2141. Otro espécimen, IVPP  V14202, fue asignado al género pero no a la única especie por Zhang y colegas.  Más tarde se descubrió que la asignación de un espécimen más grande adicional a S. prima era un error. [13] [14]  La asignación de un cuarto espécimen, más grande, GMV  2124, a S. prima fue producto de un error. Todos los fósiles provienen de los lechos Jianshangou y Dawangzhangzi parte la Formación Yixian en Liaoning, China. Estos lechos están datados entre 124.6 a 122 millones de años atrás, durante finales del Barremiense a principios del Aptiense durante el Cretácico Inferior.
Las autoridades chinas impidieron inicialmente la publicación de la fotografías del espécimen. Sin embargo, Currie llevó una fotografía a la reunión de 1996 de la Society of Vertebrate Paleontology en el Museo Norteamericano de Historia Natural en Nueva York, permitiendo a todos los paleontólogos discutir el nuevo descubrimiento. Los medios informaron cómo John Ostrom, que en los años 70 había iniciado la teoría que los pájaros se desarrollaron de los dinosaurios, quedó "en un estado del choque." Ostrom posteriormente participó en la comisión que viajó a China a estudiar los fósiles. Los otros miembros fueron el experto el plumas Alan Brush, el experto en fósiles de aves Larry Martin, y Peter Wellnhofer, (un experto en el ave primitiva Archaeopteryx). 

#### Controversia sobre las plumas
La controversia con respecto a la identidad de los filamentos preservados en el espécimen de Sinosauropteryx empezó casi inmediatamente. El equipo de científicos pasó tres días en Pekín examinando el espécimen bajo un microscopio. Los resultados de sus estudios, divulgados durante una rueda de prensa en la academia de ciencia natural de Philadelphia el jueves 24 de abril de 1997, eran poco concluyentes; el equipo estuvo de acuerdo con que las estructuras preservadas con Sinosauropteryx no eran plumas modernas. Se requirió una investigación posterior para conocer su naturaleza exacta. El paleontólogo Alan Feduccia, quien todavía no había examinado en espécimen, afirmó en Audubon Magazine que las estructuras en  Sinosauropteryx, que el consideraba como sinónimo de Compsognathus, bajo el nombre de Compsognathus prima, era parte de una vela rígida que le recorría la espalda, y que los paleontólogos que estudiaron a este dinosaurio fueron muy optimistas al comparar las estructuras con plumas. Las publicaciones posteriores comentaron que algunos de los mismos miembros del equipo discrepaban sobre la identidad de las estructuras, aunque la mayoría de los científicos han estado a favor de su relación con las plumas en comparación con las fibras internas o estructurales de la piel.
El argumento del volante de Feduccia fue seguido en varias otras publicaciones, en las que los investigadores interpretaron las impresiones filamentosas alrededor de los fósiles de Sinosauropteryx como restos de fibras de colágeno en lugar de plumas primitivas. Dado que las estructuras son claramente externas al cuerpo, estos investigadores han propuesto que las fibras formaron un volante en la parte posterior del animal y la parte inferior de la cola, similar a algunos lagartos acuáticos modernos. La ausencia de plumas refutaría la propuesta de que Sinosauropteryx es el género de terópodos con plumas más basal conocido, y también plantea preguntas sobre la teoría actual de los orígenes de las plumas en sí. Pone en duda la idea de que las primeras plumas evolucionaron no para volar sino para aislarse, y que hicieron su primera aparición en linajes de dinosaurios relativamente basales que luego evolucionaron hasta convertirse en aves modernas.
La mayoría de los investigadores no están de acuerdo con la identificación de las estructuras como colágeno u otras fibras estructurales. En particular, el equipo de científicos que informó la presencia de células de pigmentación en las estructuras argumentó que su presencia demostraba que las estructuras eran plumas, no colágeno, porque el colágeno no contiene pigmento. Gregory S. Paul volvió a identificar lo que los proponentes de la hipótesis del colágeno consideran un contorno del cuerpo fuera de las fibras como un artefacto de la preparación: las roturas y el sellador cepillado se han identificado erróneamente como el contorno del cuerpo.
La hipótesis de que las estructuras eran fibras de colágeno fue analizada de cerca y refutada por un artículo de 2017 publicado por Smithwick et al. El tegumento de Sinosauropteryx se comparó de cerca con evidencia menos controvertida de fibras de colágeno conservadas en el ictiosaurio Stenopterygius. Aunque la hipótesis del colágeno afirmaba que los ejes centrales, raquis, de las supuestas plumas de terópodos eran en realidad ejemplos mal identificados de fibras de colágeno similares a ejes, las imágenes de mayor calidad mostraron que estas similitudes eran artificiales. Los supuestos ejes en el colágeno de ictiosaurio eran en realidad marcas de arañazos, grietas y hendiduras creadas durante la preparación de uno de los especímenes de ictiosaurio. Por otro lado, los ejes en los especímenes de  Sinosauropteryx eran ejemplos legítimos de estructuras fosilizadas. La hipótesis del colágeno también afirma que el tegumento de Sinosauropteryx incluye estructuras de cuentas similares a las estructuras que se encuentran ocasionalmente en el colágeno en descomposición de los mamíferos marinos modernos. Sin embargo, esta afirmación tampoco fue respaldada, con Smithwick et al. no encontrando evidencia de las estructuras de cuentas que los defensores de la hipótesis del colágeno identificaron en los especímenes. El estudio propone que algunas áreas del fósil conservado en tres dimensiones proyectan sombras que se habrían parecido a estructuras de cuentas en fotografías de baja calidad.
Se reveló que otros ejemplos de supuestas fibras de colágeno en el área de la cola eran rasguños, similares a los del resto del espécimen. Un área del hueso con una superficie irregular se consideró evidencia de que algunas fibras de colágeno estaban menos deterioradas que otras. Sin embargo, el estudio de Smithwick et al. señaló que, después de una preparación adicional, esta superficie irregular era simplemente una capa de sedimento con un color diferente al resto de la losa. También se determinó que el "volante" o "halo" de colágeno identificado por Feduccia era un sedimento mal identificado que rodeaba a uno de los especímenes. El estudio de Smithwick et al. concluyó afirmando que el tegumento conservado en Sinosauropteryx se parecía mucho al de las aves conservadas en la misma formación. Las supuestas características de las fibras de colágeno eran, de hecho, sombras mal identificadas formadas por arañazos o sedimentos irregulares, una identificación errónea perpetuada por la baja calidad de las primeras fotografías de Sinosauropteryx.

## Clasificación
Con una sola especie nombrada de Sinosauropteryx, S. prima. Una segunda posible especie estaría represada por el ejemplar GMV 2124, también conocido como NGMC 2124, que ha sido descrita como otro espécimen grande deS. prima por Ji y Ji en 1997. Sin embargo, este espécimen diferencia en varios aspectos anatómicos de los otros, incluyendo su  tibia relativamente más larga y una cola más corta. En un trabajo posterior, Ji, Ji y colegas cambiaron de opinión e indicaron que GMV 2124 sea probablemente un nuevo taxón. En 2007, Gishlick y Gauthier apoyaron esta postura y lo clasificaron tentativamente Sinosauropteryx? sp., aunque puede pertenecer a un nuevo género.

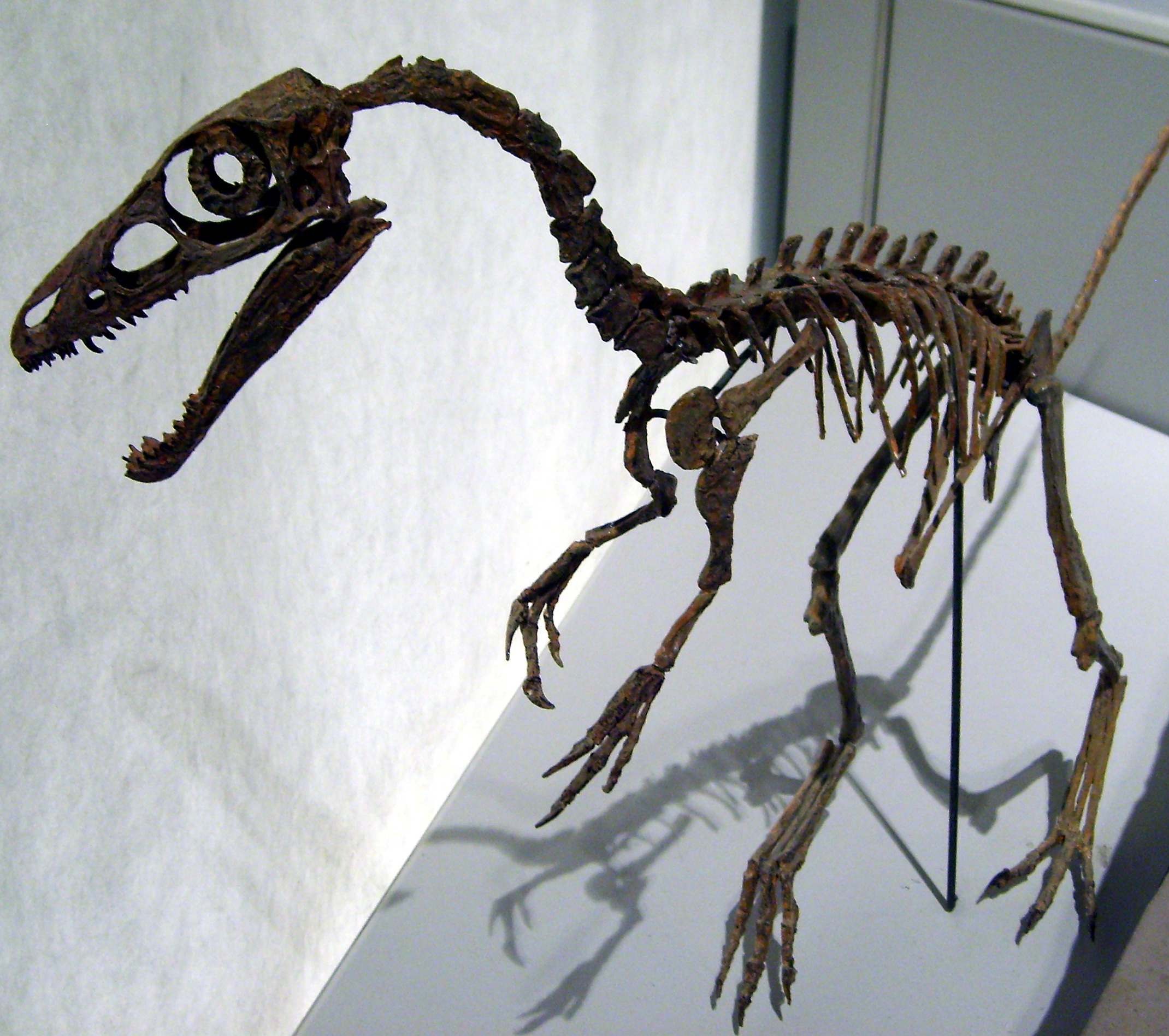
Molde de la probable segunda especie.

Sinosauropteryx es importante porque tenía estructuras de tipo plumas, sin estar muy estrechamente vinculada a la anterior "primer ave" Archaeopteryx. Hay muchas familias de dinosaurios que estaban más estrechamente vinculada a Archaeopteryx que Sinosauropteryx, incluyendo a  Deinonychosauria, Oviraptorosauria y  Therizinosauria. Esto indica que las plumas pudieron haber sido una característica de muchos dinosaurios terópodos, no necesariamente relacionados con las aves, haciendo posible que animales igualmente distantes por ejemplo Ornitholestes, Coelurus y Compsognathus también tuviesen plumas, aunque su gran proximidad al origen de plumas y a la presencia de escamas en Juravenator y Tyrannosaurus sea muy difícil estimar la distribución de los géneros con plumas entre los terópodos.
La mayoría de los paleontólogos no consideran a Sinosauropteryx un ave, debido a que filogeneticamente se encuentra muy lejos del clado Aves, usualmente definido como Archaeopteryx + aves modernas. Los científicos que describieron a Sinosauropteryx, usaron sin embargo un carácter basal, apomorfía en la definición de la Clase Aves, por lo que cualquier animal con plumas sería aves. Ellos argumentaron que los filamentos plumosos  Sinosauropteryx representan verdaderas plumas con raquis y barbas, por lo que Sinosauropteryx debe ser considerada un ave. De esta manera lo clasificaron en un nuevo  orden, Sinosauropterygiformes, familia Sinosauropterygidae, dentro de la subclase Sauriurae. Estas propuestas no han sido aceptadas, y Sinosauropteryx generalmente se clasifica en la familia Compsognathidae, un grupo de terópodos celurosaurios de cola larga y cuerpo pequeño conocidos del Jurásico Superior y Cretácico Inferior de Asia, Europa y América del Sur.
Ji y Ji en 1996 identificaron muchas características que hacen que Sinosauropteryx distintos de otras aves y dinosaurios. Descubrieron que se trataba de un pequeño dinosaurio primitivo con un cráneo relativamente alto, un rostro romo y un premaxilar ligeramente alto. Que la fenestra anteorbital era elíptica pero no agrandada, el dentario era robusto, el surangular era estrecho y alargado, y la dentición estaba extremadamente bien desarrollada y aguda. Que hay más de 50 caudales extremadamente alargados, que constituyen el 60 % de la longitud del cuerpo, y la extremidad anterior es extremadamente corta con un húmero corto y grueso. El pubis estaba alargado y extremadamente inflado en su extremo distal y el isquion es ancho; la extremidad trasera era larga y robusta, la tibia es solo un poco más larga que el fémur, los tarsianos están separados y los metatarsianos son relativamente robustos con extremos proximales no fusionados y las plumas son cortas, pequeñas y uniformes; muchos adornan la parte superior del cráneo.

### Filogenia
A continuación se muestra un cladograma que muestra la ubicación de Sinosauropteryx dentro de Coelurosauria por Senter et al. en 2012.
|  | Coelurus      |
|  |               |
|  | Tanycolagreus |
|  |               |

|  | Dilong   |
|  |          |
|  | Guanlong |
|  |          |

|  | Gorgosaurus                                                      |
|  |                                                                  |
|  | \| \| Daspletosaurus \| \| \| \| \| \| Tyrannosaurus \| \| \| \| |
|  |                                                                  |
|  | Daspletosaurus                                                   |
|  |                                                                  |
|  | Tyrannosaurus                                                    |
|  |                                                                  |

|  | Daspletosaurus |
|  |                |
|  | Tyrannosaurus  |
|  |                |

|  | Gorgosaurus                                                      |
|  |                                                                  |
|  | \| \| Daspletosaurus \| \| \| \| \| \| Tyrannosaurus \| \| \| \| |
|  |                                                                  |
|  | Daspletosaurus                                                   |
|  |                                                                  |
|  | Tyrannosaurus                                                    |
|  |                                                                  |

|  | Daspletosaurus |
|  |                |
|  | Tyrannosaurus  |
|  |                |

|  | Dilong   |
|  |          |
|  | Guanlong |
|  |          |

|  | Gorgosaurus                                                      |
|  |                                                                  |
|  | \| \| Daspletosaurus \| \| \| \| \| \| Tyrannosaurus \| \| \| \| |
|  |                                                                  |
|  | Daspletosaurus                                                   |
|  |                                                                  |
|  | Tyrannosaurus                                                    |
|  |                                                                  |

|  | Daspletosaurus |
|  |                |
|  | Tyrannosaurus  |
|  |                |

|  | Gorgosaurus                                                      |
|  |                                                                  |
|  | \| \| Daspletosaurus \| \| \| \| \| \| Tyrannosaurus \| \| \| \| |
|  |                                                                  |
|  | Daspletosaurus                                                   |
|  |                                                                  |
|  | Tyrannosaurus                                                    |
|  |                                                                  |

|  | Daspletosaurus |
|  |                |
|  | Tyrannosaurus  |
|  |                |

|  | Coelurus      |
|  |               |
|  | Tanycolagreus |
|  |               |

|  | Dilong   |
|  |          |
|  | Guanlong |
|  |          |

|  | Gorgosaurus                                                      |
|  |                                                                  |
|  | \| \| Daspletosaurus \| \| \| \| \| \| Tyrannosaurus \| \| \| \| |
|  |                                                                  |
|  | Daspletosaurus                                                   |
|  |                                                                  |
|  | Tyrannosaurus                                                    |
|  |                                                                  |

|  | Daspletosaurus |
|  |                |
|  | Tyrannosaurus  |
|  |                |

|  | Gorgosaurus                                                      |
|  |                                                                  |
|  | \| \| Daspletosaurus \| \| \| \| \| \| Tyrannosaurus \| \| \| \| |
|  |                                                                  |
|  | Daspletosaurus                                                   |
|  |                                                                  |
|  | Tyrannosaurus                                                    |
|  |                                                                  |

|  | Daspletosaurus |
|  |                |
|  | Tyrannosaurus  |
|  |                |

|  | Dilong   |
|  |          |
|  | Guanlong |
|  |          |

|  | Gorgosaurus                                                      |
|  |                                                                  |
|  | \| \| Daspletosaurus \| \| \| \| \| \| Tyrannosaurus \| \| \| \| |
|  |                                                                  |
|  | Daspletosaurus                                                   |
|  |                                                                  |
|  | Tyrannosaurus                                                    |
|  |                                                                  |

|  | Daspletosaurus |
|  |                |
|  | Tyrannosaurus  |
|  |                |

|  | Gorgosaurus                                                      |
|  |                                                                  |
|  | \| \| Daspletosaurus \| \| \| \| \| \| Tyrannosaurus \| \| \| \| |
|  |                                                                  |
|  | Daspletosaurus                                                   |
|  |                                                                  |
|  | Tyrannosaurus                                                    |
|  |                                                                  |

|  | Daspletosaurus |
|  |                |
|  | Tyrannosaurus  |
|  |                |

|  | Sinocalliopteryx |
|  |                  |
|  | Huaxiagnathus    |
|  |                  |

|  | Compsognathus                                             |
|  |                                                           |
|  | \| \| Juravenator \| \| \| \| \| \| Scipionyx \| \| \| \| |
|  |                                                           |
|  | Juravenator                                               |
|  |                                                           |
|  | Scipionyx                                                 |
|  |                                                           |

|  | Juravenator |
|  |             |
|  | Scipionyx   |
|  |             |

|  | Compsognathus                                             |
|  |                                                           |
|  | \| \| Juravenator \| \| \| \| \| \| Scipionyx \| \| \| \| |
|  |                                                           |
|  | Juravenator                                               |
|  |                                                           |
|  | Scipionyx                                                 |
|  |                                                           |

|  | Juravenator |
|  |             |
|  | Scipionyx   |
|  |             |

|  | Sinocalliopteryx |
|  |                  |
|  | Huaxiagnathus    |
|  |                  |

|  | Compsognathus                                             |
|  |                                                           |
|  | \| \| Juravenator \| \| \| \| \| \| Scipionyx \| \| \| \| |
|  |                                                           |
|  | Juravenator                                               |
|  |                                                           |
|  | Scipionyx                                                 |
|  |                                                           |

|  | Juravenator |
|  |             |
|  | Scipionyx   |
|  |             |

|  | Compsognathus                                             |
|  |                                                           |
|  | \| \| Juravenator \| \| \| \| \| \| Scipionyx \| \| \| \| |
|  |                                                           |
|  | Juravenator                                               |
|  |                                                           |
|  | Scipionyx                                                 |
|  |                                                           |

|  | Juravenator |
|  |             |
|  | Scipionyx   |
|  |             |

|  | Sinocalliopteryx |
|  |                  |
|  | Huaxiagnathus    |
|  |                  |

|  | Compsognathus                                             |
|  |                                                           |
|  | \| \| Juravenator \| \| \| \| \| \| Scipionyx \| \| \| \| |
|  |                                                           |
|  | Juravenator                                               |
|  |                                                           |
|  | Scipionyx                                                 |
|  |                                                           |

|  | Juravenator |
|  |             |
|  | Scipionyx   |
|  |             |

|  | Compsognathus                                             |
|  |                                                           |
|  | \| \| Juravenator \| \| \| \| \| \| Scipionyx \| \| \| \| |
|  |                                                           |
|  | Juravenator                                               |
|  |                                                           |
|  | Scipionyx                                                 |
|  |                                                           |

|  | Juravenator |
|  |             |
|  | Scipionyx   |
|  |             |

|  | Sinocalliopteryx |
|  |                  |
|  | Huaxiagnathus    |
|  |                  |

|  | Compsognathus                                             |
|  |                                                           |
|  | \| \| Juravenator \| \| \| \| \| \| Scipionyx \| \| \| \| |
|  |                                                           |
|  | Juravenator                                               |
|  |                                                           |
|  | Scipionyx                                                 |
|  |                                                           |

|  | Juravenator |
|  |             |
|  | Scipionyx   |
|  |             |

|  | Compsognathus                                             |
|  |                                                           |
|  | \| \| Juravenator \| \| \| \| \| \| Scipionyx \| \| \| \| |
|  |                                                           |
|  | Juravenator                                               |
|  |                                                           |
|  | Scipionyx                                                 |
|  |                                                           |

|  | Juravenator |
|  |             |
|  | Scipionyx   |
|  |             |

|  | Coelurus      |
|  |               |
|  | Tanycolagreus |
|  |               |

|  | Dilong   |
|  |          |
|  | Guanlong |
|  |          |

|  | Gorgosaurus                                                      |
|  |                                                                  |
|  | \| \| Daspletosaurus \| \| \| \| \| \| Tyrannosaurus \| \| \| \| |
|  |                                                                  |
|  | Daspletosaurus                                                   |
|  |                                                                  |
|  | Tyrannosaurus                                                    |
|  |                                                                  |

|  | Daspletosaurus |
|  |                |
|  | Tyrannosaurus  |
|  |                |

|  | Gorgosaurus                                                      |
|  |                                                                  |
|  | \| \| Daspletosaurus \| \| \| \| \| \| Tyrannosaurus \| \| \| \| |
|  |                                                                  |
|  | Daspletosaurus                                                   |
|  |                                                                  |
|  | Tyrannosaurus                                                    |
|  |                                                                  |

|  | Daspletosaurus |
|  |                |
|  | Tyrannosaurus  |
|  |                |

|  | Dilong   |
|  |          |
|  | Guanlong |
|  |          |

|  | Gorgosaurus                                                      |
|  |                                                                  |
|  | \| \| Daspletosaurus \| \| \| \| \| \| Tyrannosaurus \| \| \| \| |
|  |                                                                  |
|  | Daspletosaurus                                                   |
|  |                                                                  |
|  | Tyrannosaurus                                                    |
|  |                                                                  |

|  | Daspletosaurus |
|  |                |
|  | Tyrannosaurus  |
|  |                |

|  | Gorgosaurus                                                      |
|  |                                                                  |
|  | \| \| Daspletosaurus \| \| \| \| \| \| Tyrannosaurus \| \| \| \| |
|  |                                                                  |
|  | Daspletosaurus                                                   |
|  |                                                                  |
|  | Tyrannosaurus                                                    |
|  |                                                                  |

|  | Daspletosaurus |
|  |                |
|  | Tyrannosaurus  |
|  |                |

|  | Coelurus      |
|  |               |
|  | Tanycolagreus |
|  |               |

|  | Dilong   |
|  |          |
|  | Guanlong |
|  |          |

|  | Gorgosaurus                                                      |
|  |                                                                  |
|  | \| \| Daspletosaurus \| \| \| \| \| \| Tyrannosaurus \| \| \| \| |
|  |                                                                  |
|  | Daspletosaurus                                                   |
|  |                                                                  |
|  | Tyrannosaurus                                                    |
|  |                                                                  |

|  | Daspletosaurus |
|  |                |
|  | Tyrannosaurus  |
|  |                |

|  | Gorgosaurus                                                      |
|  |                                                                  |
|  | \| \| Daspletosaurus \| \| \| \| \| \| Tyrannosaurus \| \| \| \| |
|  |                                                                  |
|  | Daspletosaurus                                                   |
|  |                                                                  |
|  | Tyrannosaurus                                                    |
|  |                                                                  |

|  | Daspletosaurus |
|  |                |
|  | Tyrannosaurus  |
|  |                |

|  | Dilong   |
|  |          |
|  | Guanlong |
|  |          |

|  | Gorgosaurus                                                      |
|  |                                                                  |
|  | \| \| Daspletosaurus \| \| \| \| \| \| Tyrannosaurus \| \| \| \| |
|  |                                                                  |
|  | Daspletosaurus                                                   |
|  |                                                                  |
|  | Tyrannosaurus                                                    |
|  |                                                                  |

|  | Daspletosaurus |
|  |                |
|  | Tyrannosaurus  |
|  |                |

|  | Gorgosaurus                                                      |
|  |                                                                  |
|  | \| \| Daspletosaurus \| \| \| \| \| \| Tyrannosaurus \| \| \| \| |
|  |                                                                  |
|  | Daspletosaurus                                                   |
|  |                                                                  |
|  | Tyrannosaurus                                                    |
|  |                                                                  |

|  | Daspletosaurus |
|  |                |
|  | Tyrannosaurus  |
|  |                |

|  | Sinocalliopteryx |
|  |                  |
|  | Huaxiagnathus    |
|  |                  |

|  | Compsognathus                                             |
|  |                                                           |
|  | \| \| Juravenator \| \| \| \| \| \| Scipionyx \| \| \| \| |
|  |                                                           |
|  | Juravenator                                               |
|  |                                                           |
|  | Scipionyx                                                 |
|  |                                                           |

|  | Juravenator |
|  |             |
|  | Scipionyx   |
|  |             |

|  | Compsognathus                                             |
|  |                                                           |
|  | \| \| Juravenator \| \| \| \| \| \| Scipionyx \| \| \| \| |
|  |                                                           |
|  | Juravenator                                               |
|  |                                                           |
|  | Scipionyx                                                 |
|  |                                                           |

|  | Juravenator |
|  |             |
|  | Scipionyx   |
|  |             |

|  | Sinocalliopteryx |
|  |                  |
|  | Huaxiagnathus    |
|  |                  |

|  | Compsognathus                                             |
|  |                                                           |
|  | \| \| Juravenator \| \| \| \| \| \| Scipionyx \| \| \| \| |
|  |                                                           |
|  | Juravenator                                               |
|  |                                                           |
|  | Scipionyx                                                 |
|  |                                                           |

|  | Juravenator |
|  |             |
|  | Scipionyx   |
|  |             |

|  | Compsognathus                                             |
|  |                                                           |
|  | \| \| Juravenator \| \| \| \| \| \| Scipionyx \| \| \| \| |
|  |                                                           |
|  | Juravenator                                               |
|  |                                                           |
|  | Scipionyx                                                 |
|  |                                                           |

|  | Juravenator |
|  |             |
|  | Scipionyx   |
|  |             |

|  | Sinocalliopteryx |
|  |                  |
|  | Huaxiagnathus    |
|  |                  |

|  | Compsognathus                                             |
|  |                                                           |
|  | \| \| Juravenator \| \| \| \| \| \| Scipionyx \| \| \| \| |
|  |                                                           |
|  | Juravenator                                               |
|  |                                                           |
|  | Scipionyx                                                 |
|  |                                                           |

|  | Juravenator |
|  |             |
|  | Scipionyx   |
|  |             |

|  | Compsognathus                                             |
|  |                                                           |
|  | \| \| Juravenator \| \| \| \| \| \| Scipionyx \| \| \| \| |
|  |                                                           |
|  | Juravenator                                               |
|  |                                                           |
|  | Scipionyx                                                 |
|  |                                                           |

|  | Juravenator |
|  |             |
|  | Scipionyx   |
|  |             |

|  | Sinocalliopteryx |
|  |                  |
|  | Huaxiagnathus    |
|  |                  |

|  | Compsognathus                                             |
|  |                                                           |
|  | \| \| Juravenator \| \| \| \| \| \| Scipionyx \| \| \| \| |
|  |                                                           |
|  | Juravenator                                               |
|  |                                                           |
|  | Scipionyx                                                 |
|  |                                                           |

|  | Juravenator |
|  |             |
|  | Scipionyx   |
|  |             |

|  | Compsognathus                                             |
|  |                                                           |
|  | \| \| Juravenator \| \| \| \| \| \| Scipionyx \| \| \| \| |
|  |                                                           |
|  | Juravenator                                               |
|  |                                                           |
|  | Scipionyx                                                 |
|  |                                                           |

|  | Juravenator |
|  |             |
|  | Scipionyx   |
|  |             |

## Paleobiología

### Dieta
El espécimen NIGP 127587 se ha preservado con restos de una lagartija, completa con cráneo, en su estómago, lo que indica que Sinosauropteryx prima incluía en su dieta animales pequeños y veloces. Se habían hallado previamente numerosas lagartijas de ese tipo en las mismas rocas que Sinosauropteryx. Estos lagartos se han interpretado como probablemente pertenecientes al género Dalinghosaurus, que era probablemente un lagarto de carrera rápida adaptado a vivir en hábitats abiertos, al igual que el propio Sinosauropteryx.
En el otro posible espécimen de Sinosauropteryx, GMV 2124, Sinosauropteryx? sp., se encontraron en la región de su estómago tres mandíbulas de mamíferos. Hurum, Luo & Kielan-Jaworowska identificaron dos de esas quijadas como pertenecientes al género Zhangheotherium y la otra al Sinobaatar, demostrando que también estos mamíferos formaban parte de su dieta. Es de gran interés el hecho de que Zhangheotherium tuviera una púa secretora de veneno, como en el moderno ornitorrinco, mostrado que podían alimentarse de mamíferos venenosos.

### Reproducción
En el ejemplar de S. prima que preserva el material estomacal completo incluye una lagartija, NIGP 127587 también se descubrieron varios pequeños huevos en su región abdominal. Dos de ellos se encontraban justo en la región antero-superior del pedúnculo púbico, y varios más alineados por debajo ellos en la losa. Es inverosímil que estos fueran comidos por el animal, pues estaban en una parte de la cavidad del cuerpo en la que no podrían haber permanecido las cáscaras intactas. Por lo tanto, es más probable que fueran huevos gestados por el propio animal.  En promedio, cada huevo media 36 mm en su eje mayor y 24 en el menor. La longitud total de este ejemplar es de 107 cm. La presencia de dos huevos desarrollados sugiere que Sinosauropteryx tenía oviductos duales y ponía huevos en parejas, como otros terópodos.

## Paleoecología
Sinosauropteryx, como dinosaurio de la Formación Yixian, es miembro de Biota de Jehol, el conjunto de organismos que se encuentran en la Formación Yixian y la Formación Jiufotang suprayacente. La Formación Yixian está compuesta en gran parte de rocas volcánicas como la andesita y el basalto. Entre las capas volcánicas hay varios lechos de rocas sedimentarias que representan la deposición en un lago. Los estratos del lago de agua dulce de la Formación Yixian han preservado una amplia variedad de plantas, invertebrados y vertebrados. Los bosques de gimnospermas eran extensos, con algunas de las primeras plantas con flores también. Los ostrácodos e insectos eran diversos, y los bivalvos y gasterópodos eran abundantes. Los mamíferos y las aves también son bien conocidos de la formación. El entorno estuvo sujeto a eventos periódicos de mortalidad, incluidas erupciones volcánicas, incendios forestales y gases nocivos que brotaban de los lagos. El clima ha sido interpretado como templado, con distintas estaciones húmedas y secas.  La temperatura anual durante este período de tiempo promedió alrededor de 10 °C, lo que indica un clima templado con inviernos inusualmente fríos para la era Mesozoica generalmente cálida, posiblemente debido a la alta latitud del norte de China durante este tiempo.